# Kuchen

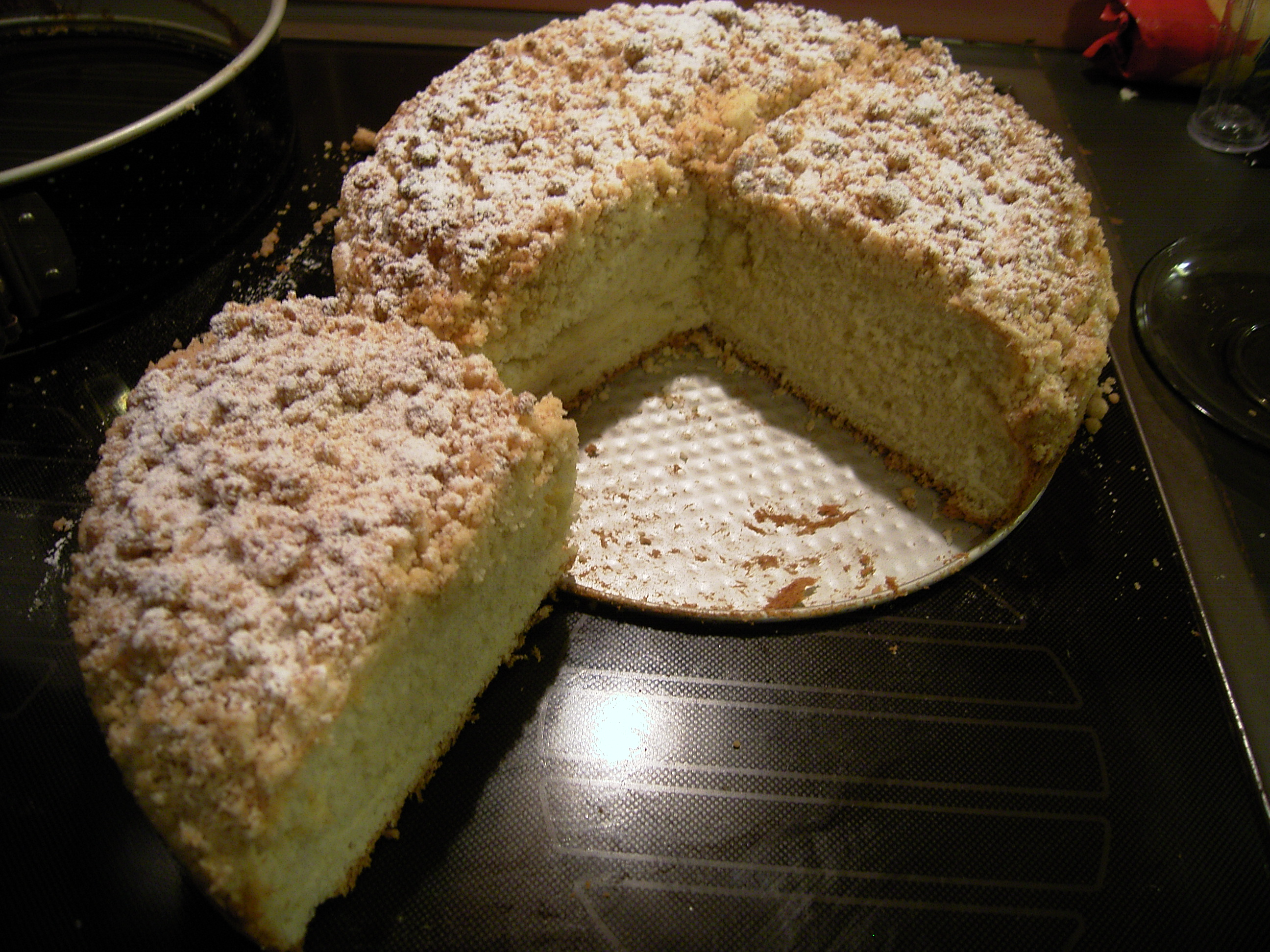
Streuselkuchen.

Kuchen (alemán: pastel, pronunciado en español cujen) es una denominación de origen alemana de un pastel de la repostería Centroeuropa. Existen múltiples variedades de kuchen. Generalmente se diferencia de la torta por no tener rellenos ni coberturas. Predominan variedades dulces, aunque también hay kuchen salado.

## El kuchen en Argentina
En Argentina, los alemanes del Volga han hecho bastante populares diversas variedades de kuchen, especialmente en sus colonias y zonas cercanas. Siendo especialmente famosa la "Riwwwel Kuchen" (pronunciado 'rivel kughen'), llamada "torta rusa" o "torta rusa-alemana" en castellano.

## El kuchen en Chile
En Chile, el kuchen fue introducido por los colonos alemanes de la zona sur y se convirtió en una tradición muy arraigada. En dicho país se llama usualmente «kuchen» al Obstkuchen ('kuchen de fruta'), donde destaca el Apfelkuchen ('kuchen de manzana'). También existen kúchenes de plátano, frutillas o fresas, murtas, cerezas y otras frutas, así como un kuchen de yogur con gelatina. El kuchen es uno de los pasteles favoritos que acompaña «las once», nombre que recibe la merienda chilena, sobre todo en el sur del país.

## Trivia
El nombre del pastel francés quiche, típico de la Lorena, deriva de la palabra alemana Kuchen que significa pastel. En inglés, esta palabra ingresó desde el francés y por eso su pronunciación resulta diferente.